# Josep Caixal i Estradé
Josep Caixal i Estradé (El Vilosell, Garrigues, 9 de juliol de 1803 – Roma, 26 d’agost de 1879) fou un religiós i polític català, bisbe d'Urgell i copríncep d'Andorra entre 1853 i 1879. Durant el seu episcopat tingué una rellevant participació eclesiàstica, política i social, especialment en la formació sacerdotal i en l’impuls d’institucions religioses. També va destacar com a defensor de la unitat catòlica d’Espanya i com a mentor espiritual de les fundadores de la congregació de les Carmelites Tereses de Sant Josep.

## Biografia
Va estudiar a Tarragona, on fou ordenat sacerdot i nomenat canonge de la Catedral de Tarragona l’any 1831. Exercí com a professor de filosofia a la Universitat de Cervera i al seminari tarragoní. Fou un dels fundadors de la Llibreria Religiosa (1848) amb Antoni Maria Claret, dedicada a la difusió d'obres religioses, gestionada per l’impressor Pau Riera i Soler.
El 5 de juny de 1853 fou nomenat bisbe d’Urgell, càrrec que exercí fins a la seva mort. Promogué la predicació missionera, fundà el Seminari Conciliar de la Seu d'Urgell (1860) i el Col·legi de Sant Lluís per a facilitar l’accés al sacerdoci a joves sense recursos. Fou una figura clau en l’impuls de congregacions religioses com les Germanes de la Sagrada Família d’Urgell i les Carmelites Tereses de Sant Josep.
L’any 1866 promulgà els decrets de la Nova Reforma d'Andorra, amb els quals es va estendre el dret de vot als caps de casa per a l’elecció del Consell General. Assistí al Concili Vaticà I, on va intervenir en dotze ocasions, especialment en les qüestions sobre la infal·libilitat papal i l'esquema sobre la fe. El papa Pius IX el nomenà noble romà i assistent al soli pontifici.
El 1858 rebé la Gran Creu de l’Orde d’Isabel la Catòlica i més endavant, la de l’Orde de Carles III. Entre 1871 i 1872 fou senador del Regne per Tarragona, destacant per la seva defensa de la unitat catòlica. Durant la Tercera Guerra Carlina, actuà com a vicari general castrense de l'exèrcit carlí a les ordres de Carles Maria de Borbó. Participà en la defensa de la Seu d’Urgell durant el setge liberal de 1874. Quan la ciutat fou ocupada per les tropes d’Arsenio Martínez-Campos (1875), fou fet presoner, confinat al Castell de Santa Bàrbara d’Alacant i posteriorment desterrat a Roma, on visqué en la pobresa fins a la seva mort el 26 d’agost de 1879.
Les seves despulles foren traslladades i sepultades a la Catedral de Santa Maria d'Urgell, a la capella de Sant Ermengol.

## Participació amb Teresa Toda i Teresa Guasch

Fundadores de la Congregació Germanes Carmelites Tereses de Sant Josep.

La dimensió espiritual i pastoral de Caixal tingué una gran influència en la vida i vocació de les venerables Teresa Toda i Juncosa i la seva filla, Teresa Guasch i Toda, fundadores de les Carmelites Tereses de Sant Josep.
Quan era canonge a Tarragona, esdevingué director espiritual de Teresa Toda, que, després de la separació legal del seu espòs per motius de maltractament i abandó, decidí consagrar-se a Déu. Amb el consell de Caixal, madurà el projecte de fundar una congregació dedicada a l'acollida de nenes òrfenes i pobres.
El 1863, Teresa Toda compartí el projecte amb la seva filla Teresa Guasch, i sota la guia de Caixal començaren a preparar discretament la futura congregació. El 1868, sent ja bisbe d’Urgell, les animà a establir-se a Barcelona i, finalment, el 1874 les urgí a iniciar oficialment l’institut religiós.
Gràcies al suport episcopal de Caixal, el 22 de febrer de 1878 es formà la primera comunitat religiosa. Les constitucions foren aprovades el 1883, any en què mare i filla professaren com a religioses. L’acció i discerniment espiritual de Josep Caixal fou determinant en els orígens de la congregació, que actualment té presència a Europa, Amèrica i Àfrica.

## Obra escrita
Fou també un orador reconegut i autor de diverses obres:
- Lluita de l’ànima amb Déu, o Conferències Espirituals (1843), en col·laboració amb el carmelità Francesc Palau i Quer.
- Veni-mecum pii sacerdotis (1856), un diccionari llatí per a sacerdots.

## Llegat i reconeixements
Caixal fou una figura destacada del tradicionalisme català del segle XIX. La seva acció pastoral, educativa i política deixà una profunda empremta en l’Església catalana i en el desenvolupament religiós de la seva època.